# Cecilia Freire
Cecilia Freire Peñas (Madrid, 17 novembre 1981) è un'attrice spagnola.

## Biografia
Inizia a studiare recitazione all'età di quattordici anni. Dopo tanta esperienza in televisione, partecipa, dal 2008, al telefilm spagnolo di Antena 3 Fisica o chimica, interpretando il ruolo di Blanca Román. Nonostante questo personaggio si riveli essere timido e insicuro, lei stessa afferma di non somigliarle affatto. Alla fine della quarta serie, Blanca lascia l'istituto Zurbarán con la collega Irene Calvo, ruolo dell'attrice Blanca Romero. 
Ammette di aver avuto una relazione con l'attore José Manuel Seda.

## Filmografia

### Cinema
- Sin vergüenza, regia di Joaquín Oristrell (2001)
- La Habitación de los abrigos, regia di Nerea Madariaga (2005)
- Mortadelo y Filemón. Misión: Salvar la Tierra, regia di Miguel Bardem (2008)
- 8 citas, regia di Peris Romano e Rodrigo Sorogoyen (2008)

### Teatro
- Pero ¿quién mató el teatro? (2002)
- Cuento de invierno
- La Katarsis del tomatazo
- Luz de gas (2009)

### Televisione
- La vida de Rita - serie TV, 5 episodi (2003)
- Tirando a dar - serie TV, 7 episodi (2006)
- Hospital Central - serie TV, episodio 14x01 (2007)
- Impares - serie TV, 4 episodi (2008-2010)
- Fisica o chimica (Física o Química) - serie TV, 48 episodi (2008-2009, 2011)
- Impares Premium - serie TV, 10 episodi (2010-2011)
- Velvet – serie TV (2014)